# Суслін Віктор Євсейович

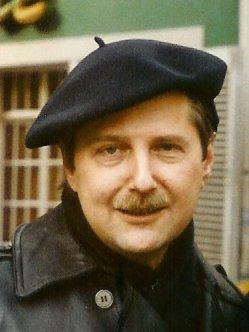
Віктор Суслін в 1989, Фрайбург, Німеччина (фото Д.Смирнова)

Віктор Євсейович Суслін (13 червня 1942 Міас, Урал, СРСР — 10 липня 2012, Гамбург, Німеччина) — російський композитор, з 1981 мешкав у Німеччині.

## Біографія
Навчався грі на фортепіано з 4 років, тоді ж почав компонувати музику.
У 1950–1961 вчився в Харківській середній спеціальній музичній школі.
У 1961–1962 навчався в Харківській консерваторії по композиції у Дмитра Клебанова.
Закінчив Московський музично-педагогічний інститут імені Гнесіних у 1966 по класу композиції Миколи Пейко і по класу фортепіано Анатолія Ведерникова.
З 1966 по 1980 працював редактором у видавництві «Музика».
Суслін — автор творів у симфонічних та камерних жанрах. Він був одним з перших радянських композиторів, котрі почали працювати з консонантними тризвучнимі структурами, з алеаторичною стохастикою, з інтуїтивною імпровізаційністю. Ряд творів Сусліна написаний для ансамблю ударних інструментів Марка Пекарського. У середині 1970-х років разом з Софією Губайдуліної та В'ячеславом Артемовим Суслін грав імпровізації в ансамблі Астрея.
В 1979 на VI з'їзді композиторів у доповіді Тихона Хреннікова його музика зазнала жорсткої критики, і Суслін потрапив у так звану «хренніківську сімку» — «чорний список» 7 радянських композиторів. Це послужило одним із поштовхів до еміграції.
Переїхавши в Гамбург у 1981 Суслін продовжив свою композиторську діяльність, паралельно працюючи у видавництві «Ганс Сікорські» (Internationale Musikverlage Hans Sikorski). 2007 року очолив Музичне видавництво М. П. Бєляєва.
Друга дружина — піаністка Юлія Сусліна (н. 1937), син від другого шлюбу — контрабасист Олександр Суслін (н. 1971).
Помер від раку.

## Твори
- Музика для дітей для фортепіано (1961)
- Скрипкова соната (1962)
- Струнний квартет (1963)
- Японські пісні для баритона та фортепіано (1964)
- П'ять п'єс для фортепіано (1965)
- Поема для оркестру (1966)
- Фортепіанний концерт (1966)
- Фортепіанна соната (1968)
- Скрипковий концерт (1969)
- Sinfonia piccoloдля оркестру (1970)
- Тріо-Соната для флейти, гітари та віолончелі (1971)
- Три хору на тексти Данила Хармса (1972)
- Patienceдля двох фортепіано (1974)
- Mitternachtsmusikдля скрипки, клавесина та контрабаса (1977)
- Poco a poco II (Соната для органу № 1, 1978)
- Terrariumдля ансамблю ударних (1978)
- Leb' wohlдля оркестру (1982)
- In My End is My Beginning (Соната для органу № 2, 1983)
- Chanson contre raison (Соната для соло віолончелі, 1984)
- Lamentoдля органа (1989)
- Crossing Beyondдля скрипки, альта, віолончелі та контрабаса (1990
- Le deuil blanc (White Mourning) для флейти, гітари, віолончелі та ударних (1994)
- Cello Concerto (1996)
- Two pieces por piano (1996)
- Hommage à «Hortus» by a musicusдля ансамблю інструментів епохи Відродження (1996)
- Morgendämmerungsmusikдля контрабаса (1997)
- Madrigalfor two cellos (1998)
- Ton Hдля віолончелі та фортепіано (2001)
- Ragaдля контрабаса та органу (2006)

## Альбоми
- Astreja — Sofia Gubaidulina, V. Suslin, V. Artyomov (1994)
- Astreja, Music from Davos — Sofia Gubaidulina, V. Ponomareva, V. Suslin (1992)
- Gidon Kremer Live at the 1995 Lockenhaus Festival
- Gubaidulina/Suslin — The Art of Vladimir Tonkha (2001)
- Земля Санникова (DVD-NTSC, 2005)